# Izjum
Izjum (ukrainsk: Ізюм; også romaniseret Izum, Izyum) er en by beliggende ved floden Donets i Kharkiv oblast (provins) i det østlige Ukraine. Den fungerer som administrativt centrum for Izjum rajon (distrikt) og ligger ca. 120 km sydøst for oblastens hovedstad, Kharkiv. Izjum er vært for administrationen af Izjum hromada, en af Ukraines hromadaer. Izjum har en befolkning på ca. 45.884 (2021).

## Historie
Det ældste bevarede dokument er fra 1571. Navnet Isjum stammer fra navnet på floden Isjumez og var et vigtigt vadested i middelalderen. (Isjumfurt), som lå ved den strategisk vigtige forbindelse mellem Moskva og Krim. 
I det 17. og 18. århundrede var byen hjemsted for et kosakregiment (den befæstede "Isjum-linje" mod Krimtatarerne), og i det 19. århundrede var byen Izjum administrativt centrum for Ujezd af samme navn i Kharkov guvernement.
Byen blev besat af den tyske Wehrmachts tropper efter Slaget om Kharkov fra 23. juni 1942 til 5. februar 1943. Den var skueplads for hårde kampe på Østfronten under 2. verdenskrig.
Efter Ruslands invasion af Ukraine 2022 blev byen i flere uger skueplads for voldsomme kampe. I slutningen af marts 2022 blev  Izjum erobret af de russiske stridskræfter. I september 2022 tog ukrainske styrker atter kontrol med byen.
15. september 2022 blev der ifølge det ukrainske politi blev der i Izjum fundet en massegrav med mere end 440 lig, både civile og ukrainske soldater.

## Galleri
- Rådhus
- Historisk bygning i Izium
- Spartak biografen
- Transfigurationskirken